# Ann Miller
Ann Miller (nascida Johnnie Lucille Ann Collier; Chireno, 12 de abril de 1923 — Los Angeles, 22 de janeiro de 2004) foi uma dançarina, cantora e atriz estadunidense.

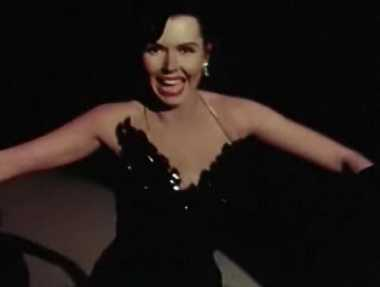
Ann Miller em Small Town Girl (1953)

## Biografia
Ann Miller começou a dançar desde criança, para exercitar as pernas devido ao raquitismo. Foi considerada um prodígio da dança infantil, tendo como inspiração a grande sapateadora e atriz Eleanor Powell.
Aos 13 anos foi contratada como dançarina no "Black Cat Club"(ela disse aos donos que tinha 18 anos), quando foi descoberta por Lucille Ball e Benny Rubin. E assim, assinou contrato com a RKO Pictures, em seguida com a Columbia Pictures e finalmente com a MGM onde atingiu o patamar de estrela.
Miller ficou famosa pela velocidade com que sapateava e pela sua aparência distinta, que mostrava o ideal dos estúdios de glamour hollywoodiano, cabelo bufante, maquiagem pesada e roupas que enfatizavam sua agilidade para dança e suas longas pernas. A atriz também criou a meia-calça, ela diz que sempre que ia executar um número de dança as meias precisavam ser costuradas a roupa intima, até que um dia ela deu a ideia a um fabricante de fazer uma meia que pudesse ser usada como uma peça de roupa e assim nasceu a meia-calça.
Sua carreira no cinema praticamente terminou em 1956, quando o cinema passou a perder espaço pra TV. Ainda fez participações no teatro e na televisão. 
Foi casada três vezes. Sofreu um aborto depois de cair das escadas durante uma briga com seu primeiro marido. Era muito ligada ao espiritualismo e astrologia, acreditava ser a reencarnação da rainha egípcia Hatchepsut e culpava esse espirito pela sua dificuldade em manter relacionamentos.
Miller morreu aos 80 anos de idade de câncer, que tinha metástase para os pulmões. 

## Principais filmes
- Mulholland Drive (2001)
- Won Ton Ton, the Dog Who Saved Hollywood (1976)
- Dames at Sea (1971) (TV)
- The Great American Pastime (1956)
- The Opposite Sex (1956)
- Hit the Deck (1955)
- Deep in My Heart (1954)
- Kiss Me Kate (1953)
- Small Town Girl (1953)
- Lovely to Look at (1952)
- Two Tickets to Broadway (1951)
- Texas Carnival (1951)
- Watch the Birdie (1950)
- On the Town (1949)
- The Kissing Bandit (1948)
- Easter Parade (1948)
- The Thrill of Brazil (1946)
- Eve Knew Her Apples (1945)
- Eadie Was a Lady (1945)
- Carolina Blues (1944)
- Jam Session (1944)
- Hey, Rookie (1944)
- What's Buzzin', Cousin? (1943)
- Reveille with Beverly (1943)
- Priorities on Parade (1942)
- True to the Army (1942)
- Go West, Young Lady (1941)
- Time Out for Rhythm (1941)
- Melody Ranch (1940)
- Hit Parade of 1941 (1940)
- Too Many Girls (1940)
- Tarnished Angel (1938)
- Room Service (1938)
- You Can't Take It with You (1938)
- Having Wonderful Time (1938)
- Radio City Revels (1938)
- Stage Door (1937)
- The Life of the Party (1937)
- The Devil on Horseback (1936)
- The Good Fairy (1935)
- Anne of Green Gables (1934)